# Uma Longa Viagem
Uma Longa Viagem é um documentário brasileiro de 2011, dirigido, roteirizado e produzido por Lúcia Murat, com Caio Blat no elenco. Inspirado no curta-metragem Superbarroco de Renata Pinheiro.
O filme/documentário retrata o mundo nos anos 60 e 70 através da contraposição das vivências de dois de três irmãos.

## Sinopse
O documentário retrata o que vivenciou Heitor Murat Vasconcellos, um dos irmãos de Lúcia, que foi enviado pela familia à Londres para que não se envolvesse com as lutas armadas contra a ditadura militar, contrapondo o que viveu sua irmã, que foi presa e torturada como consequência de sua luta na época. A história é contada através de depoimentos, da releitura das diversas cartas que Heitor escrevia à familia, a sobreposição de imagens dos lugares que visitou, encenadas por Caio Blat, e conta também com algumas imagens de arquivo marcantes da época como a prisão de Bangu e a libertação de Paris dos nazistas. O documentário é Uma Longa Viagem dos anos 60 e 70 retratando diferentes perspectivas da juventude na época e a relação com a visão dos mesmos no presente.

### Elenco
- Caio Blat.... Heitor

### Lançamento
Uma Longa Viagem foi exibido pela primeira vez no dia 11 de maio de 2012.

## Prêmios
- Festival de Gramado - Vencedor dos prêmios de Melhor Ator, Melhor Filme e o Prêmio do Juri Popular.[4]
- Festival Paulínia de Cinema - Vencedor do prêmio da Crítica[5]